# 川上レイ
川上 レイ（かわかみ れい、1999年6月22日 - ）は、茨城県土浦市出身のプロ雀士。
日本プロ麻雀連盟所属。同団体内での段位は二段。旧名は川上 玲（読み同じ）。

## 来歴・人物
- 大学在学中に麻雀を覚え、雀荘でのアルバイトを経験。麻雀プロと関わる中でプロ入りの意識が強くなり、日本プロ麻雀連盟37期後期プロテストに応募し正規合格[4][5]。
- キャッチフレーズは「閃光プリンセス」。プロ3年目のタイミングで通り名を募集した[6]。ニックネームはレイチェル
- 麻雀格闘倶楽部の姉妹作である麻雀ファイトガールのキャラクター「アマト・テンシ」の麻雀アクターを担当[7]。
- 2024年に夕刊フジ杯争奪麻雀女流リーグ2024の個人戦で優勝し初タイトルを獲得[8]。
- 2025年、麻雀格闘俱楽部Extremeに参戦。

## 獲得タイトル・実績
- 夕刊フジ杯争奪麻雀女流リーグ2024 個人戦優勝
- 第2回日本プロ麻雀連盟実況オーディション 優勝[9]

## 入賞歴
- 桜蕾戦 4位（第5期）[10]